# آزمایش انتقال اصطکاک

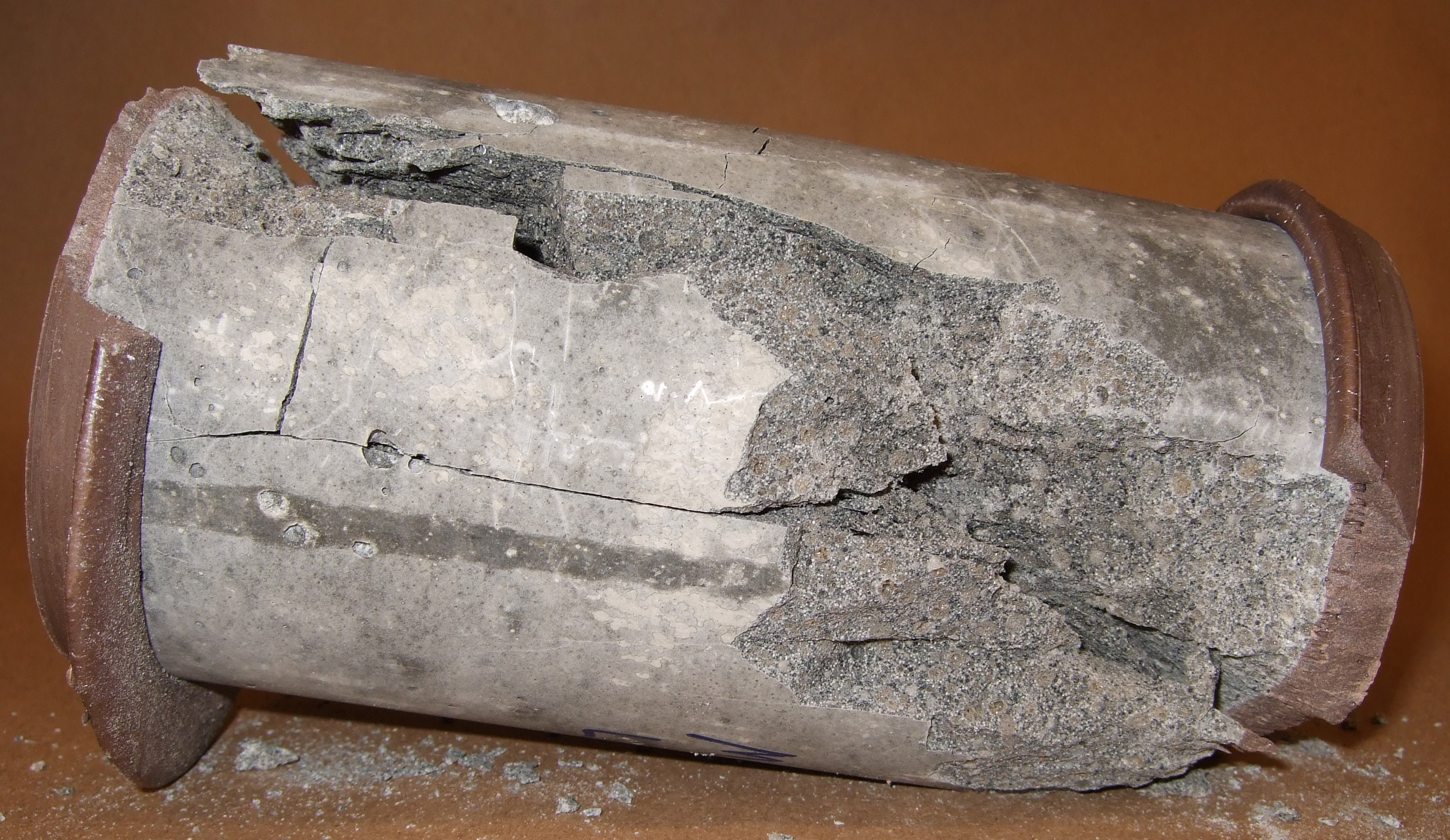
یک نمونه بتن گسیخته شده؛ در آزمایشهای نیمه‌مخرب نمونه گسیخته نمی‌شود.

نحوه اعمال گشتاور در هر نوع آزمایش پیچشی

آزمایش انتقال اصطکاک (به انگلیسی: Friction-transfer test) از روش‌های اندازه‌گیری مقاومت بتن است که برای اولین بار توسط مهندس ایرانی، محمود نادری ابداع شد و مورد توجه مجامع بین‌المللی علمی و مهندسی قرار گرفت. این روش از آزمون‌های نیمه‌مخرب در تعیین مقاومت است و با آسیب جزئی سازه تخمین مناسبی از عدد مقاومت را به دست می‌دهد.

## اجرا
این روش شامل قراردادن مغزهٔ کوچکی با قطر ۵۰ میلی‌متر و تا عمق ۲۵ میلی‌متر از سطح بتن، و سپس نصب گیرهٔ فلزی بر روی این مغزه و تثبیت آن توسط پیچ‌های طرفین، و اعمال نیروی پیچشی با یک پیچ‌سنج معمولی به صورت یکنواخت که تا مرز گسیخته شدن مغزهٔ جزئی ادامه یافته و لنگری که باعث گسیخته شدن می‌شود ثبت شده و با استفاده از منحنی‌های کالیبراسیون، مقاومت بتن مورد آزمایش به دست می‌آید. در این روش به دلیل اینکه سطح شکست زیر سطح بتن قرار دارد و نتایج آزمایش نسبت به روش‌های تعیین سختی سطح یا روش‌هایی که به‌طور غیرمستقیم از روی دیگر خواص بتن مقاومت فشاری آن را تخمین می‌زنند، از اعتبار بیشتری برخوردار است، به‌طوری که دقت زیاد، ضریب تغییرات کم و هزینه اندک روش انتقال اصطکاک، این روش را در مدت اندکی به یکی از قابل اعتمادترین روش‌های نیمه‌مخرب تست بتن تبدیل کرد.

## گستره کاربرد
روش انتقال اصطکاک که نادری آن را ابداع کرده‌است، می‌تواند یک تخمین قابل قبول از مقاومت درجای بتن ارائه کند. این روش همچنین می‌تواند جهت اندازه‌گیری مقاومت چسبندگی سیستم‌های ترمیمی و محافظتی، با حداقل ضخامت ۵ میلی‌متر موفق باشد. آزمایش انتقال اصطکاک می‌تواند به سادگی و با سرعت در مکان‌های خشک، مرطوب، سرد و گرم یا موقعیت‌های زیر آب انجام پذیرد.